# Замок Аббади

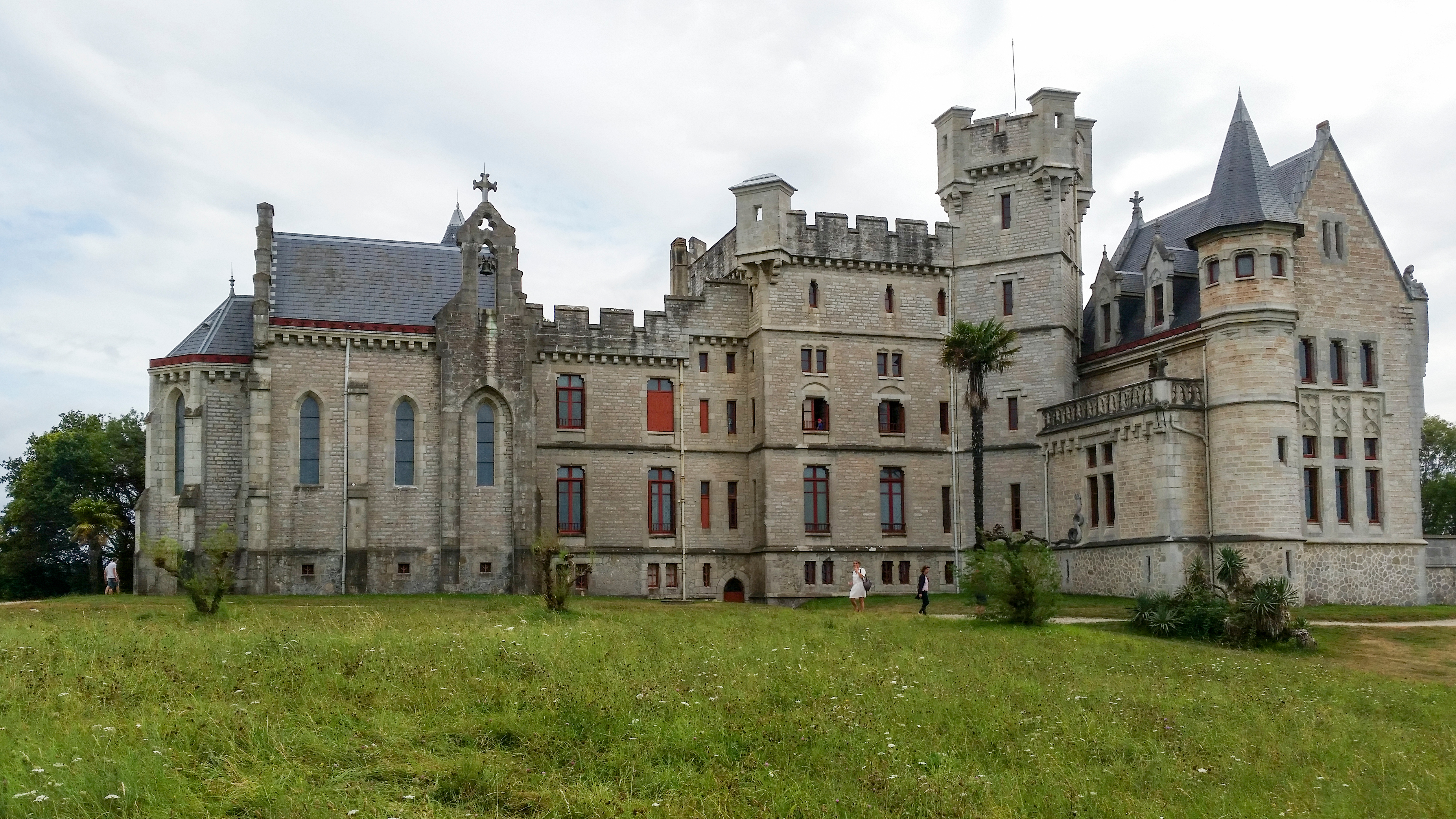
Замок Аббади

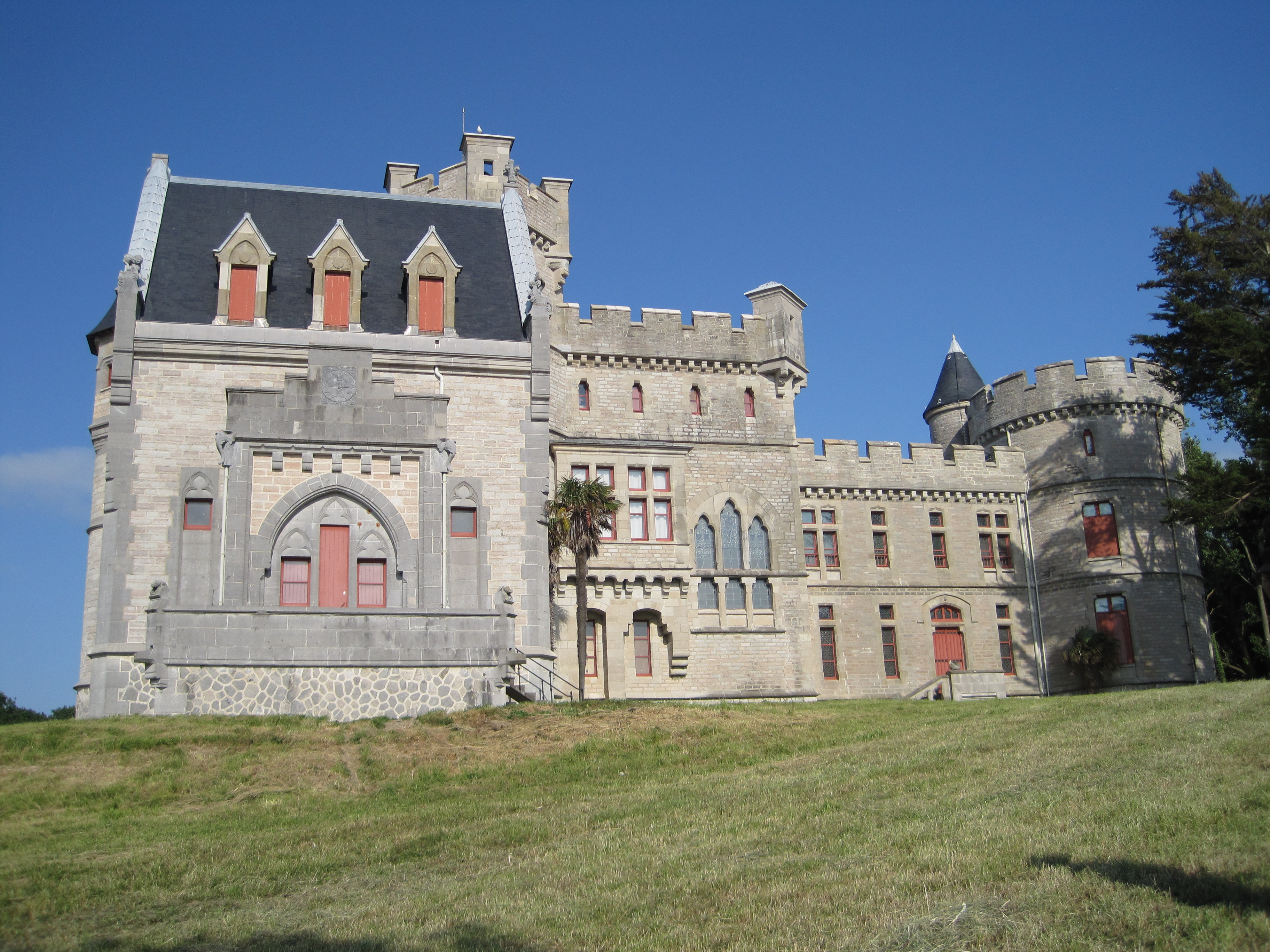
Замок Аббади

Замок Аббади (фр. Château d'Abbadie) — неоготическая усадьба (шато) близ города Андай во французском департаменте Атлантические Пиренеи.
Построенный между 1864 и 1879 годами, господский дом («замок») был спроектирован в неоготическом стиле Эженом Виолле-ле-Дюком и Эдмондом Дютуа и включил в себя множество загадочных черт, характерных для его владельца, исследователя и мистика Антуана Томсона д’Аббади, в честь которого он назван. Богатые научные и архивные коллекции замка представляют значительное культурное наследие девятнадцатого века.
Замок облицован серым камнем и стоит на скале над заливом. Множество башен и обилие средневекового орнамента создает романтический образ.
Помещения замка включает капеллу, весьма необычного облика. Также в доме есть собственная обсерватория и огромная двухэтажная библиотека. Стены замка украшены множеством скульптур, а росписи стен имеют африканские орнаменты и загадочные зашифрованные надписи, расшифровкой которых занимаются и в настоящее время.
После смерти учёного замок отошёл во владение Академии наук Франции.
Замок был классифицирован как исторический памятник Франции в 1984.
В 1857 году Антуан д’Аббади заказал у архитектора Клеманта Парента план нового замка. Проект К. Парента (1859) напоминал замки французского Возрождения.
13 мая 1864 года Антуан д’Аббади обратился к Виолле-ле-Дюку с просьбой переработать чертежи в стиле неоготики. Тот поручил своему ученику Эдмонду Дютуа начать проект, а позднее присоединился и сам мэтр. Архитектурные планы К. Парента были сохранены, но фасады изменены. В итоге было создано оригинальное здание где неоготика вплотную подходит к стилю модерн.
В оформлении интерьеров принимали участие Шарль-Лоран Марешаль (витраж), Адриан Жиньо (живопись), Дантан Жюн (скульптура), Леон Парвилле (керамика), Филипп-Жозеф Брокар (эмаль по стеклу), Раулин (краснодеревщик) и берлинская фирма «Ренессанс» (мебель).